# Phalacrotophora philaxyridis
Phalacrotophora philaxyridis är en tvåvingeart som beskrevs av Ronald Henry Lambert Disney 1997. Phalacrotophora philaxyridis ingår i släktet Phalacrotophora och familjen puckelflugor. Inga underarter finns listade i Catalogue of Life.